# Italo Bianchi
Italo Bianchi (Milão, 9 de fevereiro de 1924 — Recife, 5 de outubro de 2008) foi um cenógrafo e publicitário italiano radicado no Brasil, considerado um dos ícones da publicidade no Nordeste do Brasil.
Chegou ao Brasil em 24 de abril de 1949 para trabalhar no projeto da recém-fundada Companhia Cinematográfica Vera Cruz com outros cenógrafos italianos.
Em 1968 estabeleceu-se em Recife, onde fundou a Italo Bianchi Publicitários Associados, tendo sido um dos nomes de maior destaque do mercado nordestino de propaganda nas décadas de 1970 e 1980.

## Obras
- História do Banco do Brasil (1987)
- Pensando Alto: 99 crônicas (2006)
- Contos de Sonho e Fantasia (2012)